# Wilrijk
Wilrijk ist der drittgrößte Stadtbezirk der Stadt Antwerpen in Belgien.
Wilrijk war eine unabhängige Gemeinde, bis sie am 1. Januar 1983 zu Antwerpen eingemeindet wurde.

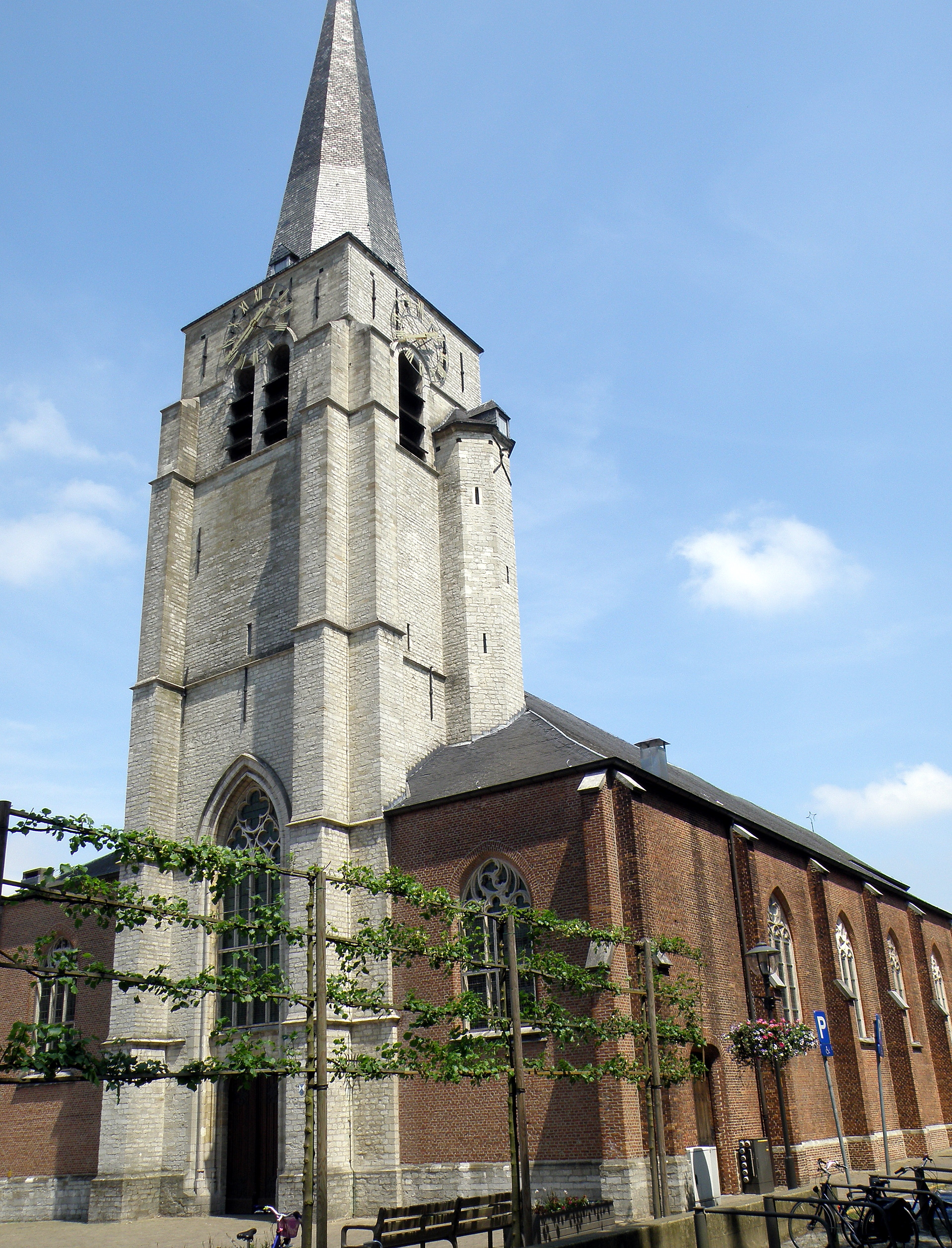
Sint-Bavokirche

## Geschichte

### Frühe Geschichte
Die ältesten Teile Wilrijks stammen aus der Zeit um 650 v. Chr. Im 20. Jahrhundert wurde ein keltisches Grab aus der späten Bronzezeit gefunden. Dies beweist, dass das Gebiet von Wilrijk bereits um das Jahr 650 v. Chr. von Kelten bewohnt wurde.
In den ersten Jahrhunderten christlicher Zeitrechnung entwickelte sich Wilrijk zu einem fränkischen Dorf mit einer Wasserstelle als zentralem Ort, dem heutigen Bist, dem zentralen Platz des Ortes. Die dreieckige Form des Bist, der ziemlich große Abstand zwischen dem Platz und der Kirche und die toponymischen Überreste von Feldkomplexen (z. B. Kerkeveld, Oosterveld, Boeksveld) sind fränkische Überreste.
Der erste Beweis dafür, dass Wilrijk eine autonome, abgegrenzte Dorfgemeinschaft (Kirchengemeinschaft) wurde, findet sich im Jahr 765. Im Jahr zuvor hatte der fränkische König Pippin der Jüngere seine Constitutio Generalis erlassen. Dieses Gesetz verpflichtete jede Familie und jeden Landbesitzer, ein Zehntel seines Bodenerlöses an die Kirche abzuführen. Dies ist das erste Zeichen für die Unabhängigkeit der Pfarrei Sint-Bavo. Die Grenzen der Pfarrei Sint-Bavo entwickelten sich später zu den Gemeindegrenzen von Wilrijk, mit Ausnahme Hobokens, das 1135 von der Kirchengemeinde Sint-Bavo getrennt wurde und einen eigenen Gemeindestatus erhielt.

### 19. Jahrhundert
Wilrijk behielt seinen ländlichen Charakter, sein Ackerland, seine Weiden und Vergnügungshäuser mit seinen Parks bis weit nach 1850, da Wilrijk nur ein langsames Bevölkerungswachstum aufwies. Der Bau eines Festungsgürtels um Antwerpen mit großen Verbindungsstraßen zwischen den Festungen und einem Bahnhof veränderte die Landschaft radikal. Die Festungen 6 und 7 befinden sich in Wilrijk.

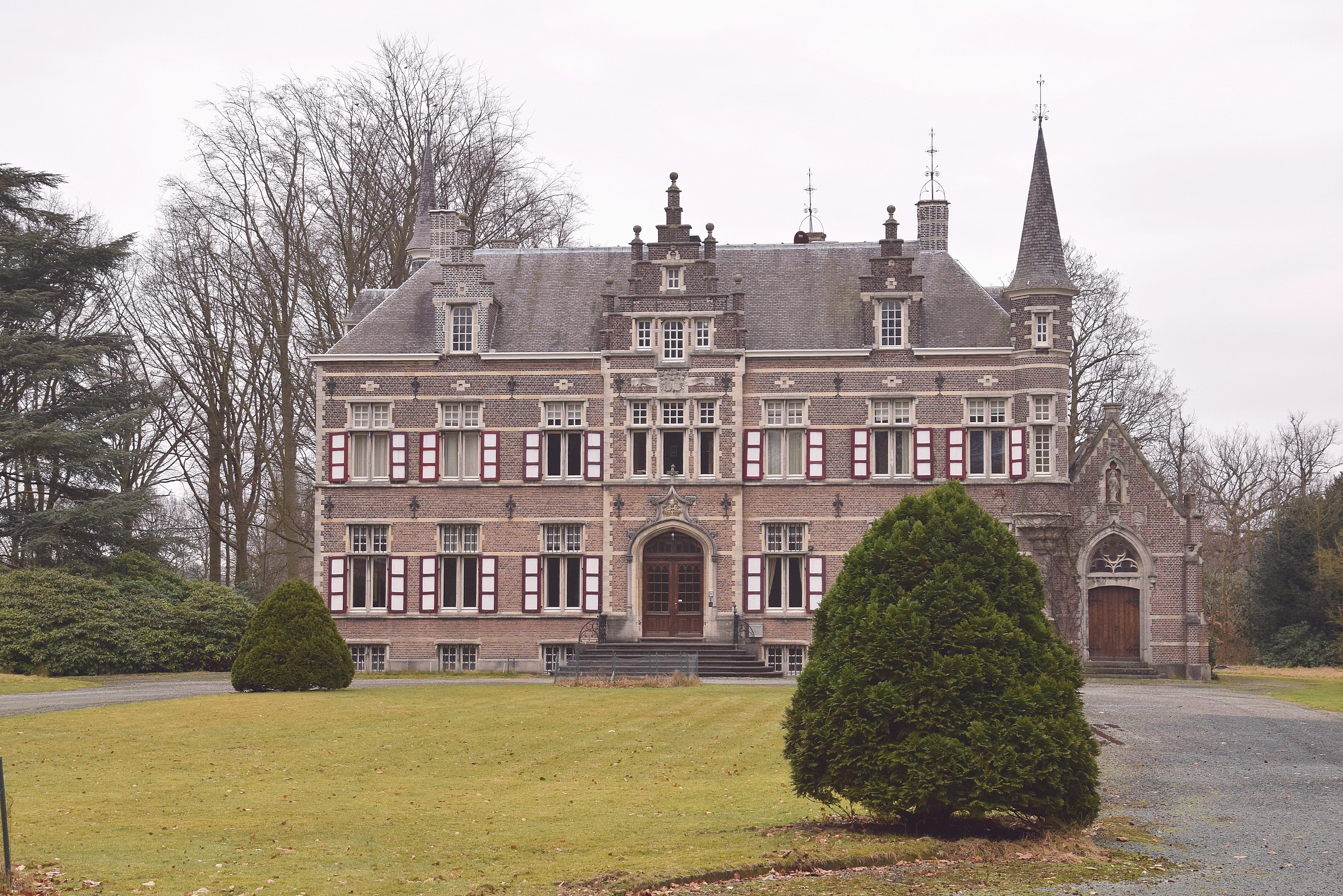
Schloss Klaverblad

### 20. Jahrhundert
1912 wurde die Antwerpener Straßenbahnlinie 5 bis ins Zentrum von Wilrijk verlängert. 1912 bis 1956 hatte Wilrijk eine direkte Straßenbahnverbindung zum Antwerpener Zentrum. 
Wilrijk wurde langsam ein Vorort Antwerpens. Stadtbewohner, die nach gesünderer Umgebung suchten, fanden Zuflucht in neuen Vierteln. Während der Olympischen Sommerspiele 1920 in Antwerpen fanden im Garden City Velodroom in Wilrijk Radrennen statt.

#### Zweiter Weltkrieg
Die Gemeinde wurde um den 20. Mai 1940 von der deutschen Armee besetzt und am 4. September 1944 befreit. Mindestens sieben Juden wurden aus Wilrijk in Konzentrationslager in Deutschland deportiert, wo die überwiegende Mehrheit ermordet wurde. 1943 wurden im Park den Brandt mehrere Bunker gebaut, die als Hauptquartier für den Atlantikwall in Belgien fungierten, die für den Abschnitt des Atlantikwalls von der französischen Grenze bis nach Walcheren (Provinz Zeeland, Niederlande) verantwortlich waren. Während des Zweiten Weltkriegs hatte Wilrijk eine schwere Zeit, teilweise wegen des V-Bomben-Terrors. 71 Zivilisten kamen ums Leben.

#### Nach 1945
Wilrijk expandierte nach dem Krieg rasant. Die Landwirtschaft ging zurück und Industrie ersetzte sie. Aufgrund der Auswanderung aus der Stadt verzeichnete Wilrijk ein deutliches Bevölkerungswachstum. Am 1. Januar 1975 hatte Wilrijk 44.219 Einwohner. Seitdem ist die Bevölkerung rückläufig.
1960 fand eine Erneuerung des Stadtzentrums statt. Es wurden ein Einkaufszentrum und ein Kulturzentrum gebaut. Entlang des Boomsesteenwegs entstand ein Industriegebiet.
1965 existierte Wilrijk 1200 Jahre. Es wurde ein großartiges Festjahr, das mit der ersten Geitestoet (Ziegenumzug) abgeschlossen wurde, die der Künstler und Paradebauer Frans Van Immerseel leitete.

#### Fusion und Bezirk von Antwerpen
Anfang 1983 fusionierte Wilrijk mit den sieben weiteren Gemeinden Antwerpen, Berchem, Borgerhout, Ekeren, Hoboken, Deurne und Merksem zu Groß-Antwerpen. Seither ist Wilrijk keine eigenständige Gemeinde mehr, sondern ein Stadtteil der Stadt Antwerpen. Im Jahr 2001 wurde die Stadt Antwerpen dezentralisiert. Dies gab dem Distrikt Wilrijk einige eigene Befugnisse und es wurde ein direkt gewählter Distriktsrat installiert.

## Entwicklung der Einwohnerzahlen
- 1806: 1629
- 1830: 2009
- 1880: 3908
- 1900: 6043
- 1920: 9634
- 1930: 20.361
- 1947: 26.150
- 1961: 37.396
- 1970: 43.485
- 1980: 43.161
- 2006: 38.319
- 2018: 40.943

## Sehenswürdigkeiten

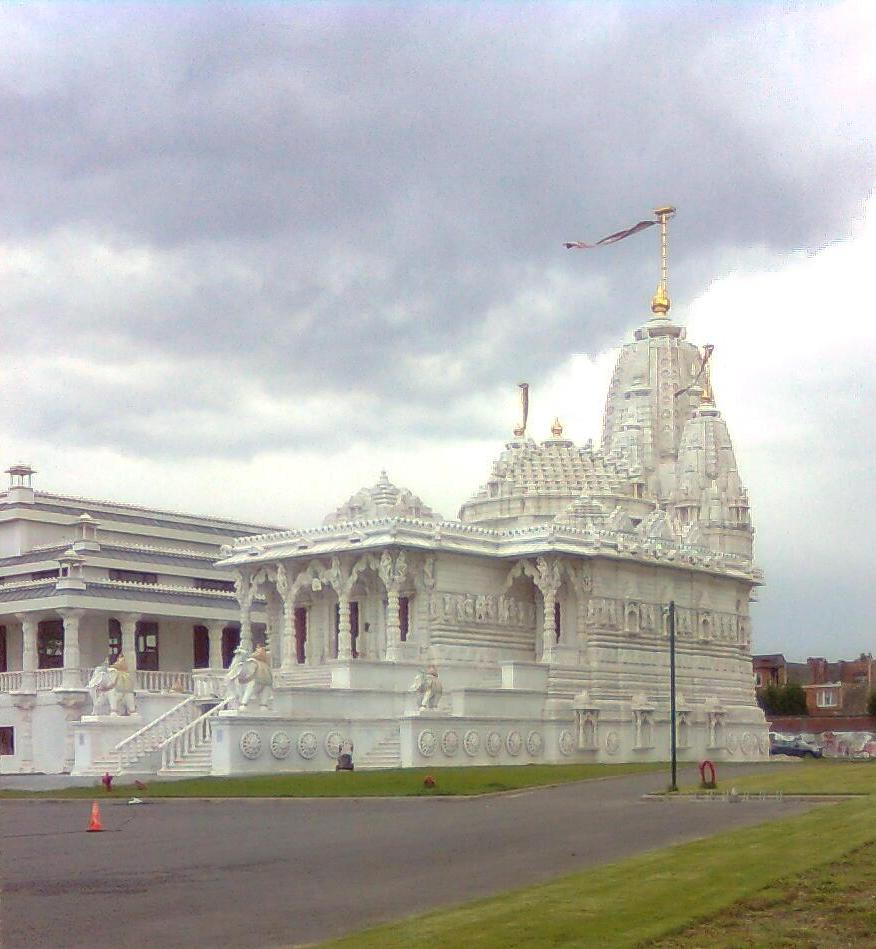
Der Jain-Tempel von Antwerpen

### Jain-Tempel
Der größte Jaintempel außerhalb Indiens befindet sich in Wilrijk. Dieser hat eine Grundfläche von mehr als 1000 m² und besteht aus weißem Marmor. Diese Marmorblöcke wurden in Indien vorverarbeitet, bevor sie nach Antwerpen verschifft wurden. Die Gesamtkosten wurden auf 15 bis 25 Millionen Euro geschätzt und von der Antwerpener Jain-Gemeinde (ca. 400 Familien), die hauptsächlich in Handel und Verarbeitung von Diamanten tätig ist, aufgebracht. Der Tempel beherbergt auch ein Informationszentrum über die Religion des Jainismus.

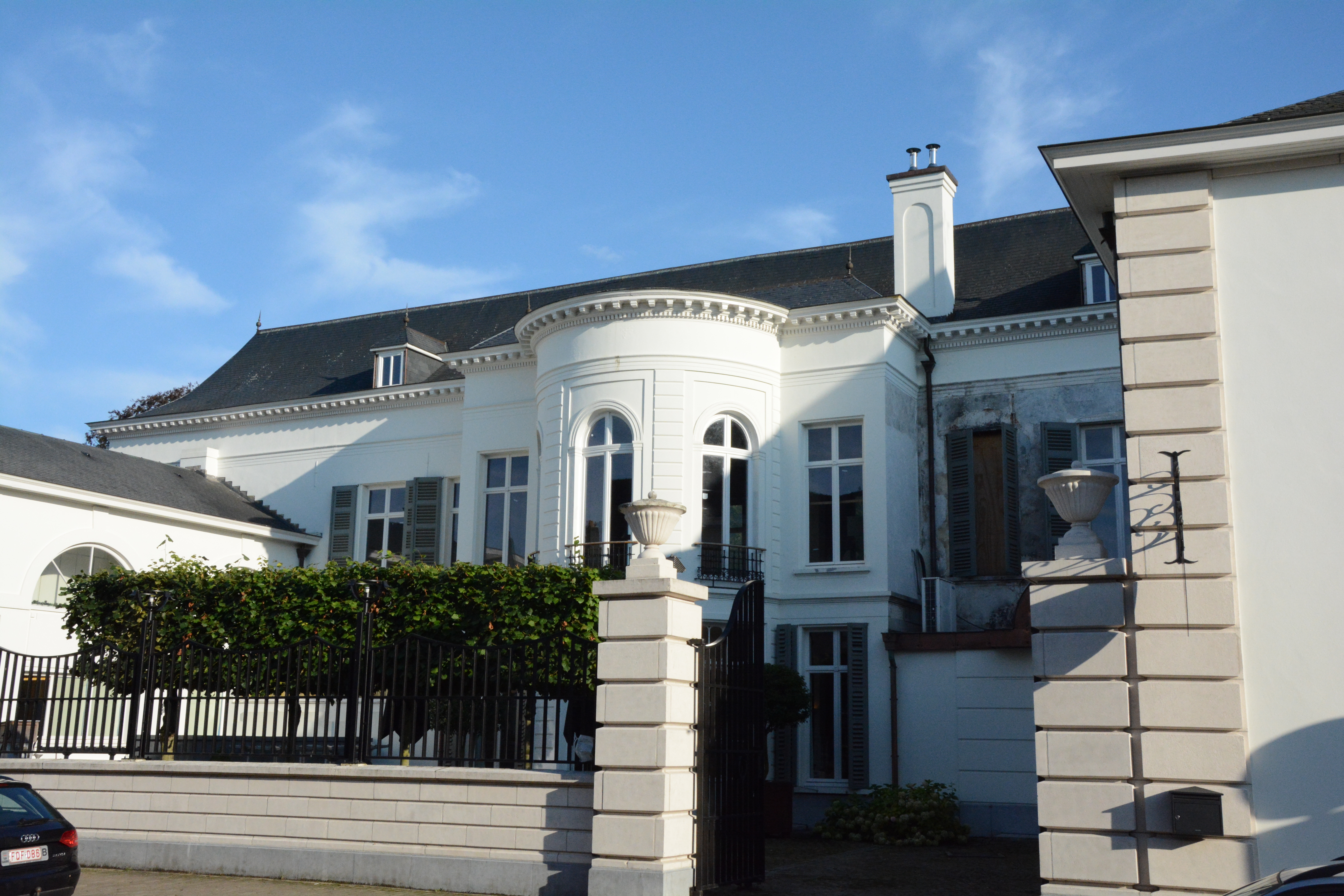
Kasteel Steytelinck

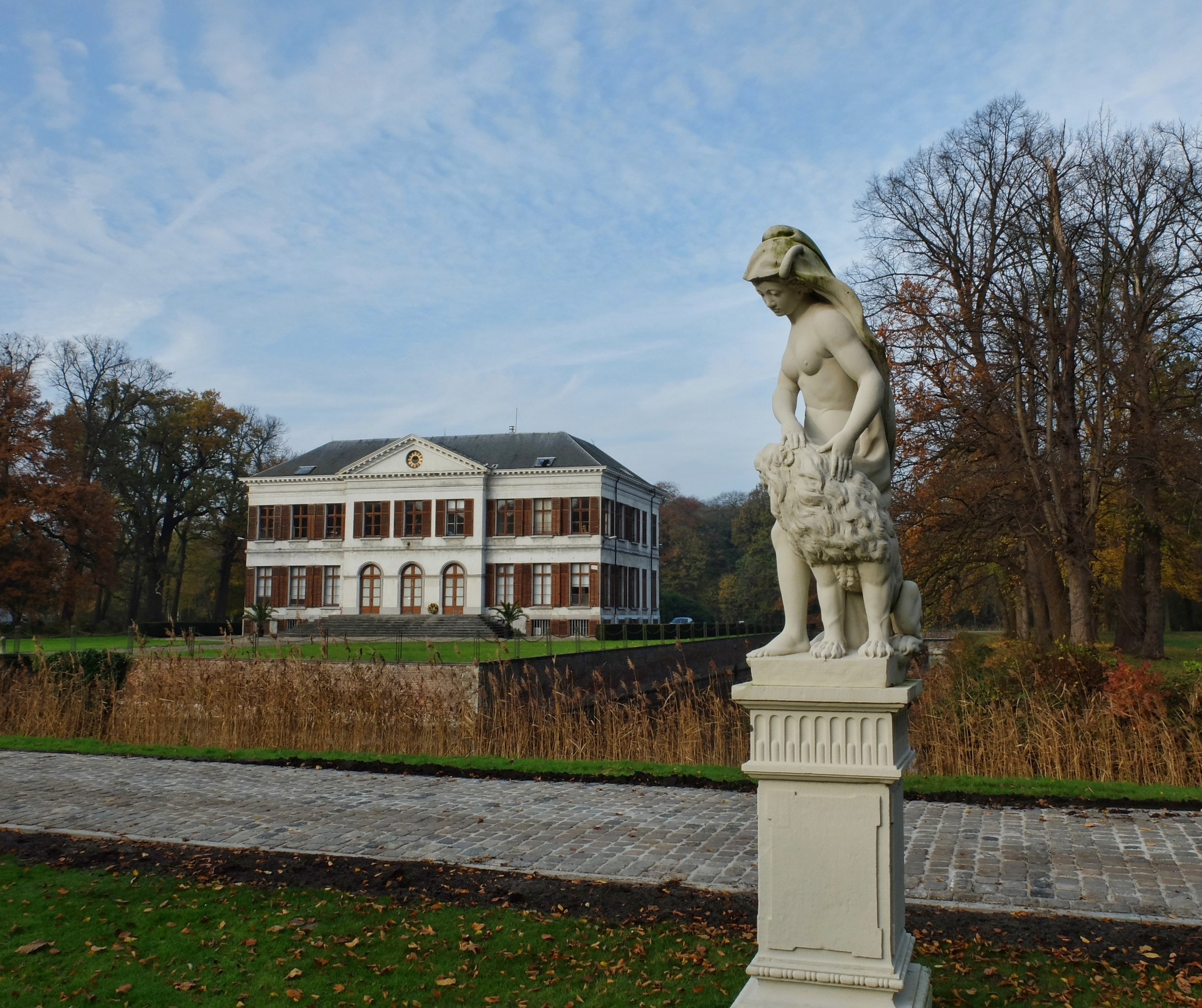
Schloss Schoonselhof

### Schlösser
Sechs Schlösser befinden sich in Wilrijk: Steytelinck, Ieperman, Schoonselhof, Klaverblad, Ter Beke und Valaarhof. Im Jahr 1900 gab es 14 solcher Adelshäuser auf dem gesamten Territorium, aber mit der Urbanisierung verschwanden 6 davon, um neuen Wohngebieten Platz zu machen. Die Schlösser Middelheim und Den Brandt waren ursprünglich ebenfalls zwei Burgen aus Wilrijk, befinden sich aber heute auf dem Gebiet des Antwerpener Bezirks. Im Jahr 1912 wurden beide Burgen in die Stadt Antwerpen verlegt, die den Nachtegalenpark auf den Domänen schuf.

### Schoonselhof
Der Stadtfriedhof Schoonselhof befindet sich in einem alten Schlossgebiet, das teilweise auf Wilrijk und teilweise auf Hoboken liegt.

### Fort 7
Das Fort ist eines der am besten erhaltenen Forts des ersten Rings des Festungsgürtels um Antwerpen. 

### Geitestoet
Wilrijk ist auch als „Ziegendorf“ und die Einwohner als „Ziegen“ oder „Ziegenköpfe“ bekannt. Alle fünf Jahre findet im Bezirk der Geitestoet (Ziegenumzug) statt. 2015 zog die Ziegenparade nicht weniger als 85.000 Zuschauer an.

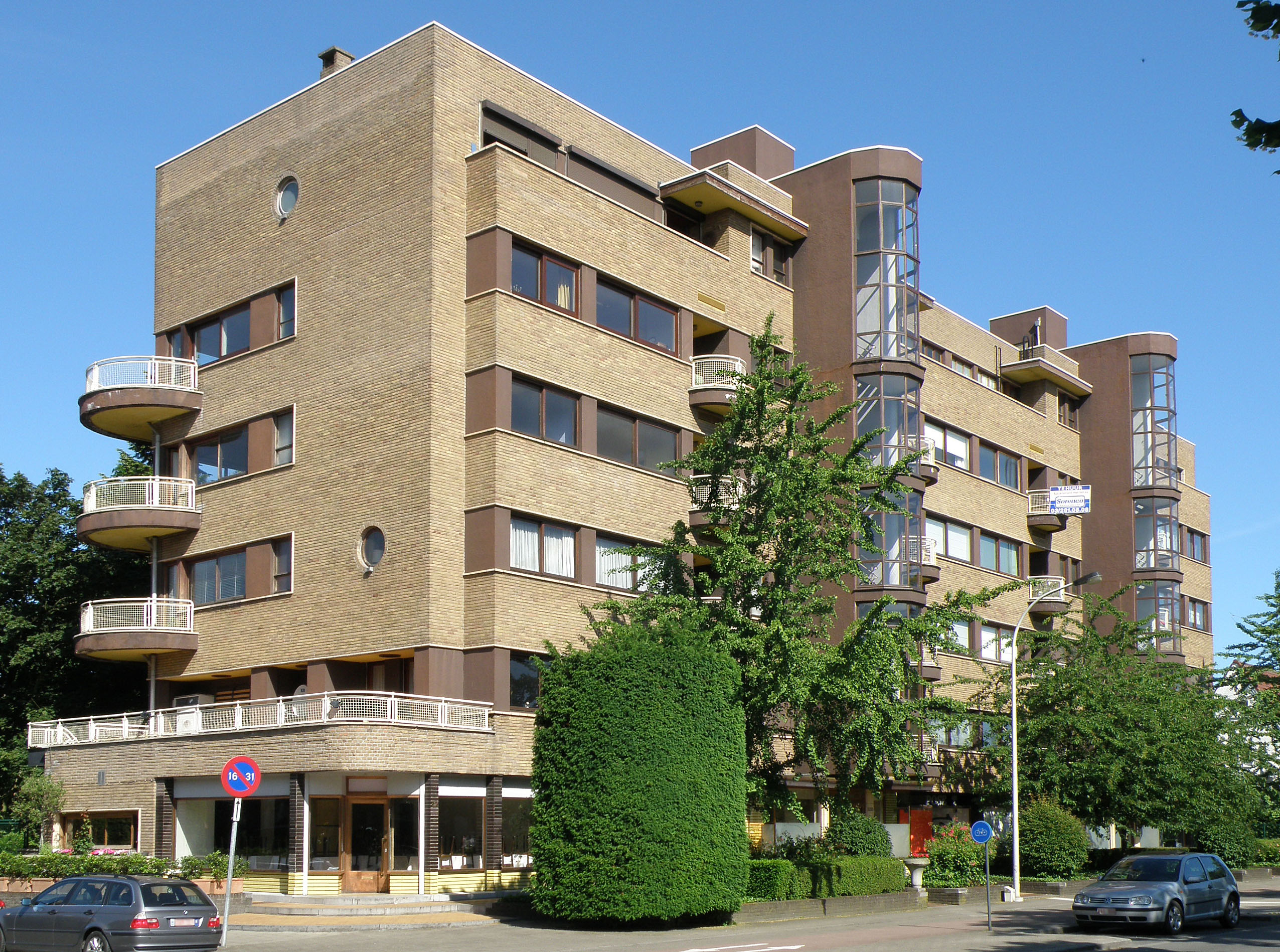
Résidence Elsdonck

### Résidence Elsdonck
Wohnblock von Léon Stynen (1899–1990) auf der Prins Boudewijnlaan.

## Partnerstädte
Niedernhausen: Die Partnerschaft mit der Gemeinde im Taunus in Hessen mit knapp 15.000 Einwohnern besteht seit dem Jahre 1980. Seitdem findet ein regelmäßiger Austausch statt, so werden etwa Radtouren von einem zum anderen Ort organisiert. Der Platz vor dem Niedernhausener Rathaus wurde nach Wilrijk benannt und in Wilrijk gibt es eine Niedernhausenlaan (Niedernhausenstraße). 
Ilfeld: Seit 2003 hat Wilrijk auch eine Partnerschaft mit Ilfeld, seit 2012 einem Ortsteil der Landgemeinde Harztor im Landkreis Nordhausen (Thüringen) im Südharz. Weil Ilfeld auch eine Partnerschaft mit Niedernhausen hat, schafft dies eine freundschaftliche Dreier-Bande.

## Persönlichkeiten
- Constant de Deken (1852–1896), Missionar und Forschungsreisender
- Nazaire De Wolf, Pseudonym Pol Stone (1917–1983), Bandleader und Komponist
- Frans Aerenhouts (1937–2022), Radrennfahrer
- Ronald De Witte (* 1946), Radrennfahrer
- Robert Blanchaer (* 1952), Skirennläufer
- Alex Van Linden (* 1952), Radrennfahrer
- Paul Clinckaert (* 1954), Radrennfahrer
- Eddy Annys (* 1958), Hochspringer
- Karen Damen (* 1974), Sängerin, Schauspielerin und Moderatorin
- Dirk Verbeuren (* 1975), Schlagzeuger
- Linda Mertens (* 1978), Sängerin
- Toby Alderweireld (* 1989), Fußballspieler
- Clara Cleymans (* 1989), Schauspielerin
- Victor Campenaerts (* 1991), Radrennfahrer
- Alexander Hendrickx (* 1993), Hockeyspieler
- Xenia Smits (* 1994), Handballspielerin